# José Luís Cardoso de Sales

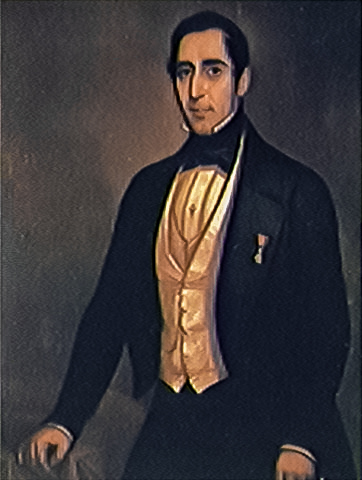
Retrato do Barão de Irapuá

José Luís Cardoso de Sales, barão de Irapuá (Campanha, 3 de maio de 1815 — Rio de Janeiro, 29 de abril de 1887), foi um pecuarista brasileiro.
Filho de Antônio Luís Cardoso e Escolástica Vitória Rodrigues da Silveira, casou-se, em Porto Alegre, com sua prima Ana de Azevedo Martins. Era proprietário de terras no Rio Grande do Sul. Recebeu o título de barão, em 11 de outubro de 1876, por causa de suas várias obras de caridade.